# Creagrutus changae
Creagrutus changae är en fiskart som beskrevs av Richard P. Vari och Edgar von Harold 2001. Creagrutus changae ingår i släktet Creagrutus och familjen Characidae. Inga underarter finns listade i Catalogue of Life.